# الرعاية الصحية في كندا

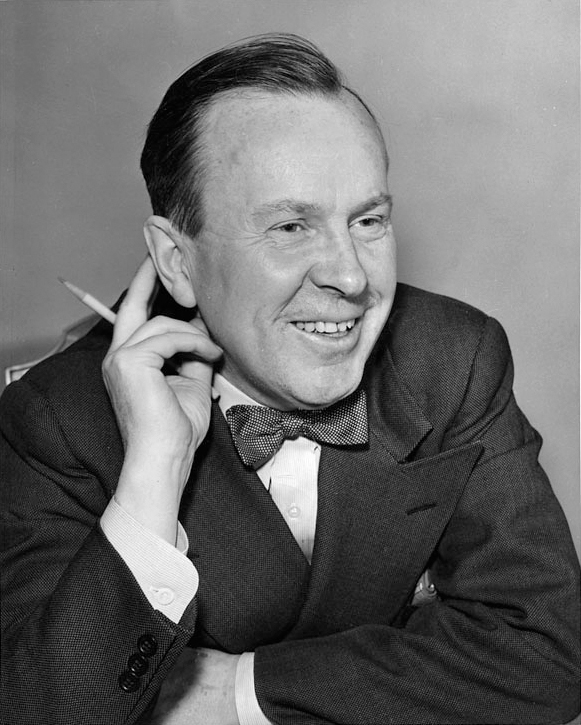

تُقدم الرعاية الصحية في كندا عبر أنظمة الرعاية الصحية الإقليمية الممولة من القطاع العام، والتي تسمى عاميًا «الرعاية الطبية» بالاعتماد على أحكام قانون الصحة الكندي لعام 1984، وهو قانون عالمي. يعتبر الكنديون أن الحصول على الخدمات الصحية الممولة من القطاع العام أمر بديهي، يضمن تأمين الرعاية الصحية الوطنية حصول جميع المواطنين على الرعاية الصحية أينما كانوا في أنحاء البلاد. ومع ذلك، يُدفع نحو 30% من الرعاية الصحية للكنديين للقطاع الخاص. يذهب هذا في الغالب نحو الخدمات غير المغطاة أو المغطاة جزئيًا من قبل الرعاية الطبية، مثل وصفات الأدوية وعلاج الأسنان وتصحيح البصر. يمتلك ما يقرب من 65-75% من الكنديون شكلًا من أشكال التأمين الصحي التكميلي المتعلقة بالأسباب المذكورة أعلاه، يتلقى الكثيرون ذلك من خلال أرباب العمل أو عن طريق استخدام برامج الخدمات الاجتماعية الثانوية المتعلقة بالتغطية الموسعة للعائلات التي تتلقى مساعدة اجتماعية أو التركيبة السكانية الضعيفة، مثل كبار السن والقاصرين وذوي الإعاقات.
تشهد كندا بشكل عام بالإضافة للعديد من البلدان المتقدمة الأخرى زيادة في التكاليف بسبب التحول الديموغرافي للسكان نحو الكبر، مع عدد أكبر من المتقاعدين وعدد أقل من الأشخاص في سن العمل. كان متوسط العمر في كندا في عام 2006 39.5 عامًا، ثم وفي غضون اثني عشر عامًا ارتفع إلى 42.4 عامًا، مع متوسط عمر متوقع 81.1 عامًا. وجد تقرير صادر عام 2016 عن كبير مسؤولي الصحة العامة في كندا أن 88% من الكنديين، وهي واحدة من أعلى النسب بين سكان مجموعة السبع، أشاروا إلى أنهم «يتمتعون بصحة جيدة أو جيدة للغاية». يمتلك 80% من البالغين الكنديين الذين يقدمون تقاريرًا ذاتية عامل خطر رئيسي واحد على الأقل للأمراض المزمنة: التدخين أو الخمول البدني أو عادات الطعام غير الصحية أو الإفراط في تعاطي الكحول. تمتلك كندا واحدة من أعلى معدلات السمنة لدى البالغين بين دول منظمة التعاون الاقتصادي والتنمية (أو-إي-سي-دي) وحوالي 2.7 مليون حالة من مرض السكري (من النوعين 1 و2 مجتمعين). تسبب أربعة أمراض مزمنة: السرطان (السبب الرئيسي للوفاة) وأمراض القلب والأوعية الدموية وأمراض الجهاز التنفسي ومرض السكري 65% من أسباب الوفيات في كندا.
أفاد المعهد الكندي للمعلومات الصحية في عام 2017 أن الإنفاق على الرعاية الصحية بلغ 242 مليار دولار، أو 11.5% من الناتج المحلي الإجمالي لكندا في ذلك العام. يصنف نصيب الفرد من الإنفاق في كندا بين أعلى أنظمة الرعاية الصحية في منظمة التعاون الاقتصادي والتنمية. كانت كندا منذ أوائل عام 2000 (قريبة من، أو أعلى من المتوسط بقليل) في معظم المؤشرات الصحية لمنظمة التعاون والتنمية في الميدان الاقتصادي. احتلت كندا في عام 2017 مكانًا أعلى من المتوسط في مؤشرات منظمة التعاون والتنمية في الميدان الاقتصادي بما يتعلق بأوقات الانتظار والحصول على الرعاية، مع درجات متوسطة في جودة الرعاية واستخدام الموارد.

## الوضع الحالي
تضمن الحكومة جودة الرعاية من خلال المعايير الفيدرالية. لا تشارك الحكومة في الرعاية اليومية أو تجمع أي معلومات عن صحة الفرد، والتي تبقى سرية بين المريض وطبيبه. تتميز أنظمة الرعاية الطبية في كندا بأنها فعالة من ناحية التكلفة بسبب بساطتها الإدارية. يتولى كل طبيب في كل محافظة مهمة مطالبة شركة التأمين بدفع التكاليف. لا حاجة إلى أن يشارك الشخص الذي يصل إلى الرعاية الصحية في الفوترة والاستعادة. يمثل الإنفاق الصحي الخاص 30% من تمويل الرعاية الصحية.
لا يغطي قانون الصحة الكندي العقاقير الطبية أو الرعاية المنزلية أو الرعاية الطويلة الأجل أو رعاية الأسنان. توفر بعض المقاطعات تغطية جزئية للأطفال الذين يعيشون في حالة فقر، بالإضافة لكبار السن. تختلف البرامج حسب المقاطعة: في أونتاريو، على سبيل المثال، تُغطى معظم الوصفات الطبية للشباب تحت سن 24 سنة بواسطة خطة التأمين الصحي بأونتاريو في حال عدم توفر خطة تأمين خاصة.
تُحفظ الممارسات التنافسية مثل الإعلانات وغيرها ضمن الحد الأدنى، وبالتالي تعظم نسبة الإيرادات التي تذهب مباشرة إلى الرعاية. تُدفع التكاليف من خلال التمويل من إيرادات الضرائب العامة الفيدرالية والإقليمية والتي تشمل ضرائب الدخل وضرائب المبيعات وضرائب الشركات. في كولومبيا البريطانية، يُستكمل التمويل القائم على الضرائب بعلاوة شهرية ثابتة يُتنازل عنها أو تُخفض لذوي الدخل المنخفض. في أونتاريو، هناك ضريبة دخل محددة على أنها علاوة صحية على الدخل الخاضع للضريبة الذي تجاوز 20.000 دولار.
بالإضافة إلى التمويل من خلال النظام الضريبي، تُمول المستشفيات والبحوث الطبية جزئيًا من خلال المساهمات الخيرية. على سبيل المثال، شرع مستشفى تورنتو للأطفال المرضى في عام 2018 في حملة من أجل جمع 1.3 مليار دولار لتجهيز مستشفى جديد. تقدم الجمعيات الخيرية -مثل جمعية السرطان الكندية- المساعدة، على سبيل المثال، القيام بنقل المرضى. لا توجد خصومات على الرعاية الصحية الأساسية ولا توجد نفقات إضافية على المريض (التأمين الإضافي مثل فير فارماكير قد يقتطعها، اعتمادًا على الدخل). بشكل عام، لا يُسمح بموجب قانون الصحة الكندي بوضع رسوم على المستخدم، لكن قد يفرض بعض الأطباء رسومًا بسيطة على المريض لأسباب معينة مثل المواعيد الفائتة أو ملاحظات الطبيب أو الوصفات الطبية التي تتم عبر الهاتف. يتقاضى بعض الأطباء «رسومًا سنوية» على أنها جزء من مجموعة شاملة من الخدمات التي يقدمونها لمرضاهم وعائلاتهم. هذه الرسوم اختيارية تمامًا ويمكن أن تكون فقط للخيارات الصحية غير الضرورية.

### الفوائد والميزات
تُصدر البطاقات الصحية من قبل وزارات الصحة الإقليمية للأفراد الذين يلتحقون بالبرنامج في المقاطعة ويتلقى الجميع نفس المستوى من الرعاية. ليس هنالك حاجة لمجموعة متنوعة من الخطط بسبب تغطية الخطة الرئيسية لجميع أمور الرعاية الأساسية تقريبًا، بما في ذلك الأمومة (باستثناء الصحة العقلية والرعاية المنزلية). لا تُغطى تكاليف العقم في أي مقاطعة باستثناء مقاطعة كيبيك، بالرغم من أنها الآن مغطاة جزئيًا في بعض المقاطعات الأخرى. تتوفر في بعض المقاطعات خطط تكميلية خاصة لأولئك الذين يرغبون بغرف خاصة في حال نُقلوا إلى المستشفى. لا تعتبر الجراحة التجميلية وبعض أشكال الجراحة الاختيارية رعاية أساسية ولا تُغطى بشكل عام. على سبيل المثال، خطط التأمين الصحي الكندية لا تغطي الختان غير العلاجي. يمكن دفع هذه الرسوم من الجيب أو من خلال شركات التأمين الخاصة.
لا تتأثر التغطية الصحية بفقدان الوظائف أو تغييرها، ولا يمكن رفضها بسبب أقساط التأمين غير المدفوعة، ولا توجد حدود أو استثناءات للظروف الموجودة مسبقًا مدى الحياة. ينص قانون الصحة الكندي على تغطية الرعاية الصحية للأطباء والمستشفيات من قبل النظام الممول من القطاع العام، ولكن لكل مقاطعة أسباب لتحديد ما يعتبر ضروريًا، وأين وكيف ينبغي تقديم الخدمات. والنتيجة هي أن هناك تباينًا كبيرًا في ما يغطيه نظام الصحة العامة في جميع أنحاء البلاد، وخاصة عند القيام ببعض الأعمال المثيرة للجدل، مثل الإخصاب داخل المختبر، أو جراحة إعادة التعيين الجنسي، أو علاجات التوليد أو التوحد.
تُعتبر كندا (باستثناء مقاطعة كيبيك) واحدة من الدول القليلة التي تمتلك نظامًا عالميًا للرعاية الصحية لا يشمل تغطية الأدوية الموصوفة (مثل بعض الدول الأخرى على غرار روسيا وبعض الجمهوريات السوفيتية السابقة). يدفع سكان كيبيك الذين تشملهم خطة الأدوية العامة للمقاطعة، علاوة سنوية من 0 إلى 660 دولارًا عندما يقدمون عائدات ضريبة الدخل في كيبيك.
قدمت بعض المقاطعات -بسبب التغييرات التي حدثت في العقدين الماضيين- بعض التأمين الشامل على الأدوية الموصوفة. لدى نوفا سكوتيا صيدلية للعائلة، قدمتها حكومة رودني ماكدونالدز التقدمية المحافظة في عام 2008. ومع ذلك، فإن السكان لا يحصلون على الأدوية تلقائيًا من خلال البطاقة الصحية الخاصة بهم إذ يجب عليهم التسجيل بشكل منفصل لذلك، بالإضافة لتغطيتها مجموعة محدودة من الوصفات الطبية. لا تحتسب أقساط التأمين. يتعين الحد الأقصى للخصم والمبلغ المدفوع شخصيًا كنسبة مئوية من الدخل الخاضع للضريبة.
تُقدم الأدوية المشمولة بالخطة العامة في بعض المقاطعات للمسنين أو المعوزين، أو من خلال التأمين الخاص القائم على العمل أو المدفوعة من الخارج. في أونتاريو، تُقدم الأدوية المؤهلة دون أي تكلفة إضافية للأفراد المشمولين الذين تقل أعمارهم عن 24 عامًا. يحدث التفاوض على معظم أسعار الأدوية مع الموردين من قبل كل حكومة إقليمية من أجل السيطرة على التكاليف، ولكن في الآونة الأخيرة، أعلن مجلس الاتحاد مبادرة لمقاطعات مختارة من أجل العمل معًا على إنشاء كتلة شراء أكبر لمزيد من النفوذ والسيطرة على تكاليف الأدوية الصيدلانية. تُدفع أكثر من 60% من الأدوية الموصوفة في كندا عن طريق القطّاع الخاص. يُختار أطباء الأسرة «الممارسين العامين» من قبل الأفراد. إذا رغب أحد المرضى في رؤية أخصائي أو حُول من قبل الطبيب العام لرؤية أخصائي، تُجرى الإحالة بواسطة طبيب عام في المجتمع المحلي. تُعد الرعاية الوقائية والاكتشاف المبكر موضوعًا حرجًا ويوصى بإجراء فحوصات سنوية للجميع.